# Washingtonská národní katedrála
Washingtonská národní katedrála (anglicky Washington National Cathedral) nebo Katedrála svatého Petra a Pavla (anglicky Cathedral Church of Saint Peter and Saint Paul) je katedrála Episkopální církve ve Washingtonu, hlavním městě Spojených států amerických.
Je postavená v novogotickém slohu a je šestou největší katedrálou ve světě a druhou největší ve Spojených státech, a s výškou věže 92 metrů třetí nejvyšší budovou ve Washingtonu.
Katedrála je sídlem jak hlavy církve, předsedajícího biskupa, tak biskupa washingtonské diecéze. Ročně do ní přijde kolem 700 tisíc turistů a věřících. Roku 2009 byla průměrná účast na nedělních bohoslužbách 1667 věřících, nejvyšší z episkopálních farností ve Spojených státech.
Rozhodnutí o výstavbě katedrály padlo roku 1893, základní kámen byl položen za účasti prezidenta Theodore Roosevelta 29. září 1907, stavba byla dokončena roku 1990 za účasti prezidenta Bushe.

## Zajímavosti
V novogotické výzdobě katedrálního exteriéru se nachází mnoho netradičních grotesek, např. pískovcová hlava Dartha Vadera od Jay Hall Carpentera, která slouží jako chrlič. 